# Santa Cruz del Comercio
Santa Cruz del Comercio er en by og kommune i det sydøstlige Spanien i provinsen Granada. Den har et indbyggertal på 515 (2024) indbyggere.